# Maaherransaari
Maaherransaari är en ö i Finland. Den ligger i sjön Arimaa och i kommunerna Lojo och Somero och landskapen  Nyland och Egentliga Finland, i den södra delen av landet, 70 km nordväst om huvudstaden Helsingfors. Öns area är 0,3 hektar och dess största längd är 90 meter i nord-sydlig riktning.